# Semiothisa pararia
Semiothisa pararia är en fjärilsart som beskrevs av Walker 1861. Semiothisa pararia ingår i släktet Semiothisa och familjen mätare. Inga underarter finns listade i Catalogue of Life.